# لیوبوف ۳۱۰۸
سیارک ۳۱۰۸ (به انگلیسی: 3108 Lyubov، نامگذاری:1972QM) سه هزار و صد و هشتمین سیارک کشف شده‌است که در ۱۸ اوت ۱۹۷۲ کشف شد.
قدر مطلق سیارک برابر ۱۳٫۹۰ است.